# Xenosaurus phalaroanthereon
Xenosaurus phalaroanthereon là một loài thằn lằn trong họ Xenosauridae. Loài này được Nieto-Montes De Oca, Campbell & Flores-Villela mô tả khoa học đầu tiên năm 2001.